# ボラ
ボラ（鰡、鯔、鮱、学名Mugil cephalus）は、ボラ目・ボラ科に分類される魚の一種。ほぼ全世界の熱帯・温帯に広く分布する大型魚で、海辺では身近な魚の一つである。食用に漁獲されている。

## 特徴
全長1m近くに達するが、沿岸でよく見られるのは数cmから50cmくらいまでである。体は前後に細長く、断面は前半部で背中側が平たい逆三角形、後半部では紡錘形である。背びれは2基で、前の第一背びれには棘条が発達する。尾びれは中央が湾入する。上下各ひれは体に対して小さく、遊泳力が高い。体色は背中側が青灰色-緑褐色、体側から腹側は銀白色で、体側には不明瞭な細い縦しまが数本入る。ボラ科魚類には側線が無い。
鼻先は平たく、口はそれほど大きくない。唇は細くて柔らかく歯も小さいが、上顎がバクの鼻のように伸縮する。目とその周辺は脂瞼（しけん）と呼ばれるコンタクトレンズ状の器官で覆われる。ボラ科の近縁種で、同じく大型魚となるメナダとの区別点の一つはこの脂瞼の有無である。

## 生態
全世界の熱帯・温帯の海に広く分布し、日本では北海道以南で広く見られる。

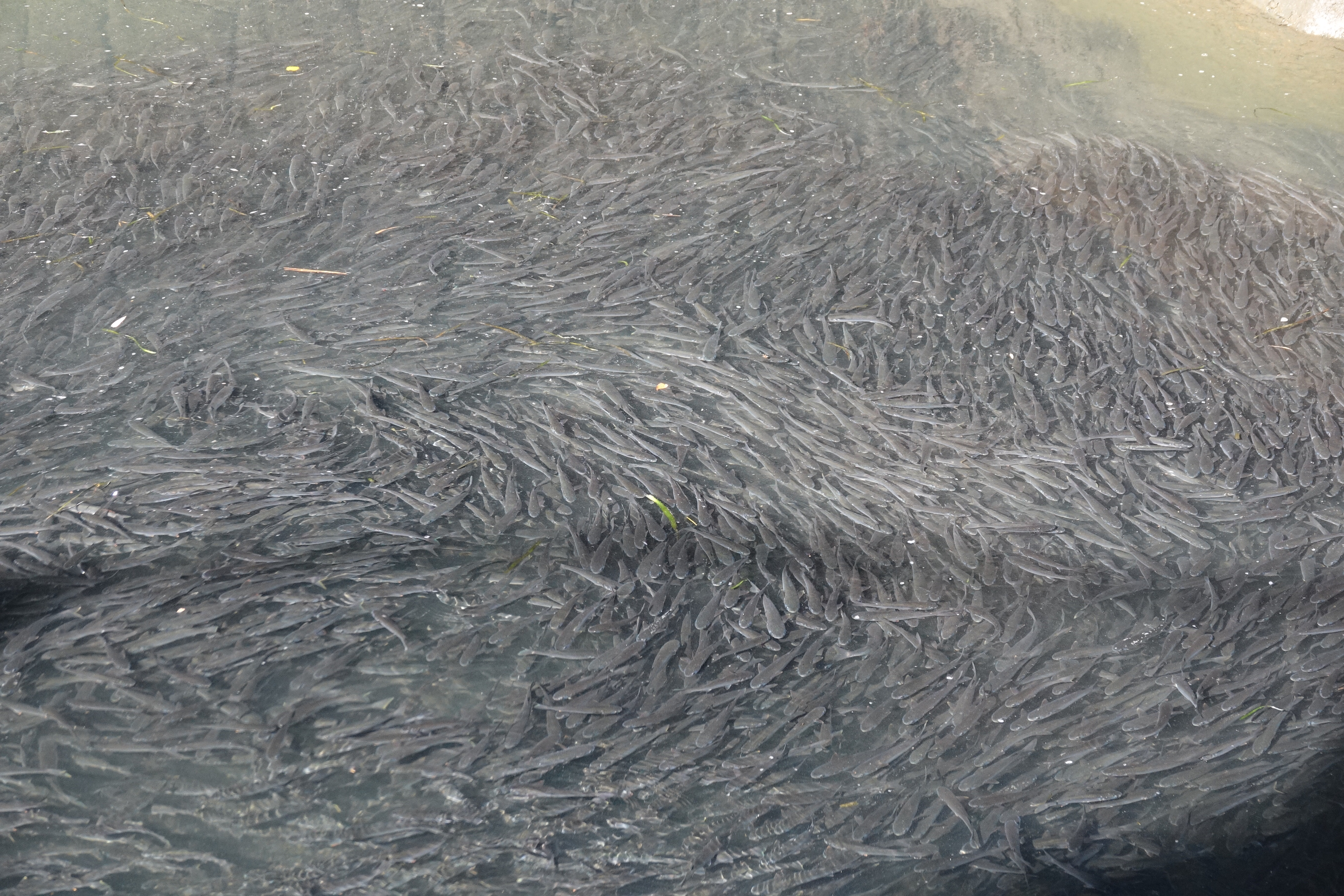
群れ　名古屋市・黒川

河口や内湾の汽水域に多く生息する。基本的には海水魚であるが、幼魚のうちはしばしば大群を成して淡水域に遡上する。この群れは時に川を埋め尽くすほどになり、水中の酸欠をもたらす場合もある。水の汚染にも強く、都市部の港湾や川にも多く生息する。体長が同じくらいの個体同士で大小の群れを作り、水面近くを泳ぎ回る。釣りの際の撒き餌に群がるなど人間の近くにもやって来るが、泳ぎは敏捷で、手やタモ網で捕えるのは困難である。海面上にジャンプし、時に体長の2-3倍ほどの高さまで跳びあがる。跳びあがる理由は周囲の物の動きや音に驚いたり、水中の酸素欠乏やジャンプの衝撃で寄生虫を落とすためなど諸説あるが、まだ解明には至っていない。その際、人に衝突することも見られ、成魚の場合には時に釣り人やサーファーなどを負傷させたり、他にも競艇場でボートを操縦中の競艇選手を直撃し失神させた事例がある。
食性は雑食性で、水底に積もったデトリタスや付着藻類を主な餌とする。水底で摂食する際は細かい歯の生えた上顎を箒のように、平らな下顎をちりとりのように使い、餌を砂泥ごと口の中にかき集める。石や岩の表面で藻類などを削り取って摂食すると、藻類が削られた跡がアユの食み跡のように残る。ただしアユの食み跡は口の左右どちらか片方を使うためヤナギの葉のような形であるが、ボラ類の食み跡は伸ばした上顎全体を使うので、数学記号の∈のような左右対称の形をしている。これは水族館などでも水槽のガラス面掃除の直前などに観察できることがある。餌を砂泥ごと食べる食性に適応して、ボラの胃の幽門部は丈夫な筋肉層が発達し、砂泥まじりの餌をうまく消化する。
天敵は人間の他にもイルカ、ダツやスズキ、大型アジ類などの肉食魚、サギ類やカワセミ、アジサシ、ミサゴ、トビ、鵜などの魚食性の水鳥がいる。
10月-1月の産卵期には外洋へ出て南方へ回遊するが、外洋での回遊の詳細や産卵域、産卵の詳細など未解明の点も多い。卵は直径1mmほどの分離浮性卵で、他の魚に比べて脂肪分が多く、海中に浮遊しながら発生する。卵は数日のうちに孵化し、稚魚は沿岸域にやってくる。

## 別名
イセゴイ（関西地方）、ナタネボラ（愛媛県）、マボラ（広島県）、ツクラ(鰢)（沖縄県）、クチメ、メジロ、エブナ、ハク、マクチ、クロメ、シロメなど
日本では高度経済成長以降、沿岸水域の汚染が進み、それに伴って「ボラの身は臭い」と嫌われるようにもなったが、それ以前は沿岸でまとまって漁獲される味のよい食用魚として広く親しまれ、高級魚として扱った地域も少なくなかった。そのため各地に様々な方言呼称がある。

### 出世魚
ブリやクロダイ、スズキなどと同様に、大きくなるにつれて呼び名が変わる出世魚にもなっている。
- 関東 - オボコ→イナッコ→スバシリ→イナ→ボラ→トド
- 関西 - ハク→オボコ→スバシリ→イナ→ボラ→トド
- 高知 - イキナゴ→コボラ→イナ→ボラ→オオボラ
- 東北 - コツブラ→ツボ→ミョウゲチ→ボラ

「トド」は、「これ以上大きくならない」ことから「結局」「行きつくところ」などを意味する「とどのつまり」の語源となった。
「イナ」は若い衆の月代の青々とした剃り跡をイナの青灰色でざらついた背中に見たてたことから、「いなせ」の語源とも言われる。「若い衆が粋さを見せるために跳ね上げた髷の形をイナの背びれの形にたとえた」との説もある。
「オボコ」は子供などの幼い様子や、可愛いことを表す「おぼこい」の語源となっており、「未通女」と書いてオボコと読んで処女を意味していた。
イナ（鯔）は、ボラ（鯔）の幼魚　18～30cmのもの。「名吉（みょうきち・みょうぎち・なよし）」などとも。
オオボラ（鮱）は、ボラ（鯔・鰡）の成長しきったものを指す。

## 利用

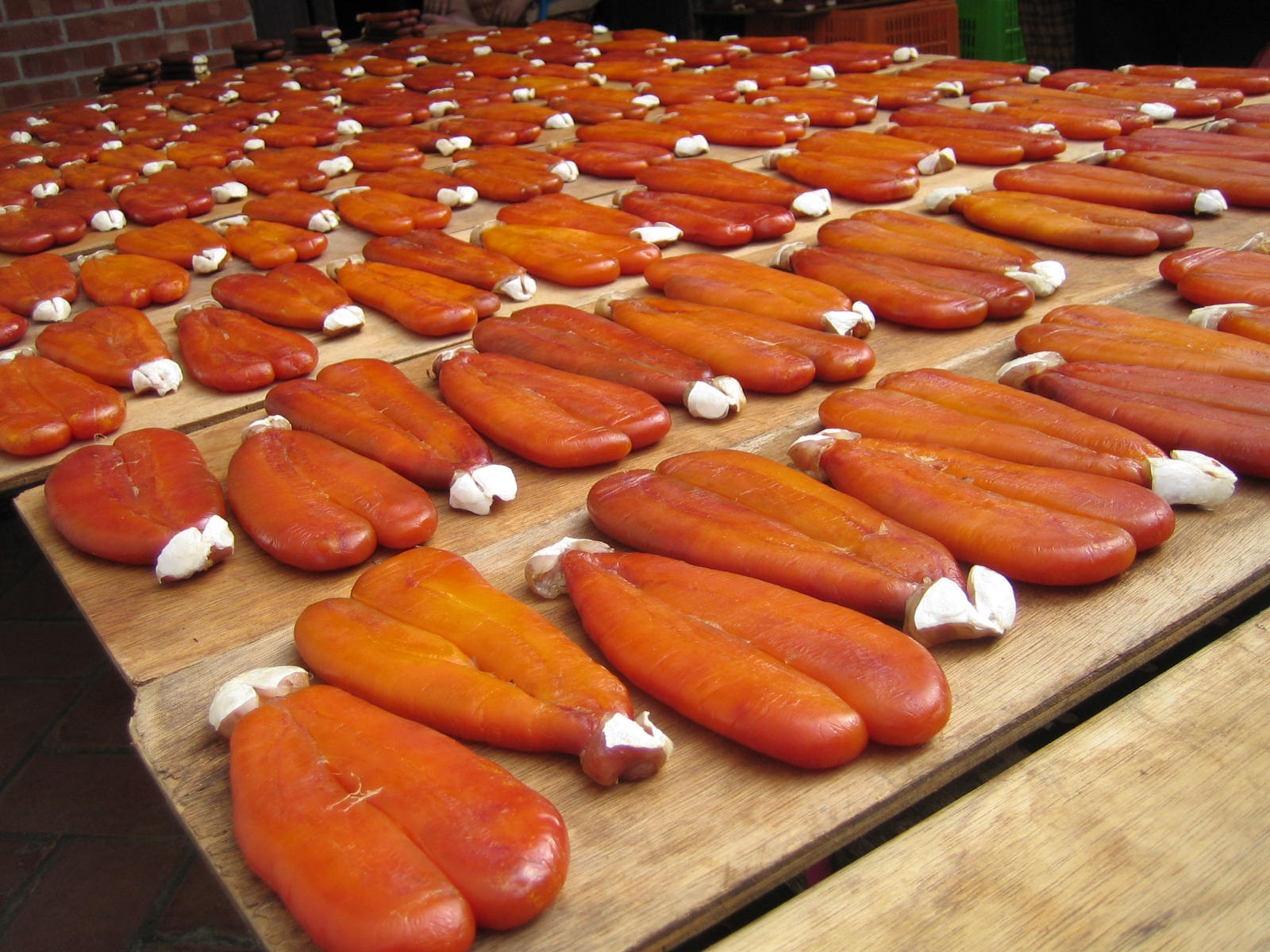
からすみの天日干し（台湾）

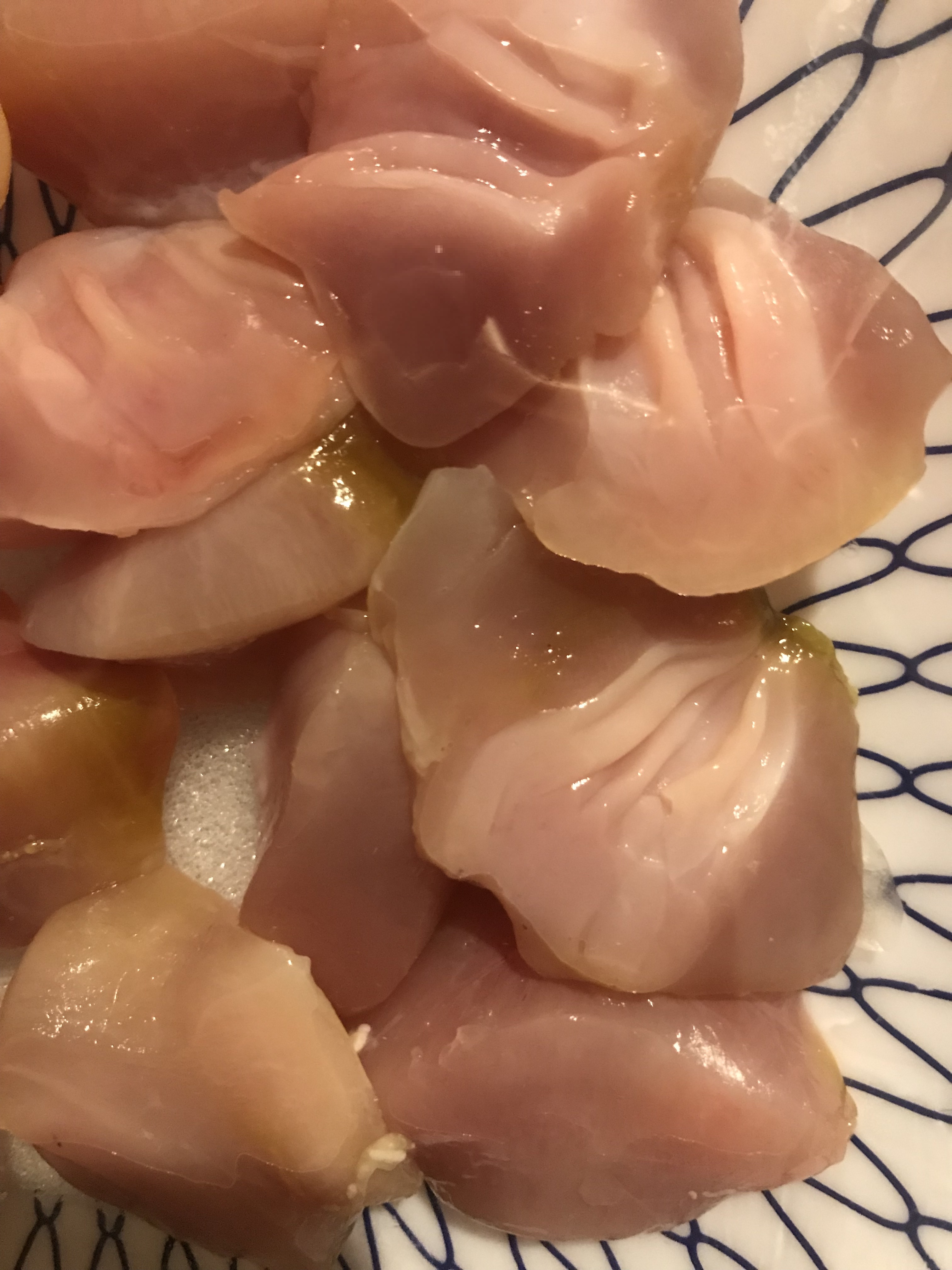
調理前のボラのへそ

刺し網、定置網など、各種の沿岸漁法でほぼ年中漁獲される。石川県七尾湾沿岸の「ボラ待ちやぐら」など、地域独特の漁法もある。釣りでも漁獲される。
その食性から汚染した水域で採れるものは臭みが強いが、臭みは血によるものが多いため、伊勢志摩地方では釣り上げてすぐに首を折り、海水に浸して完全に血を抜き臭みの大部分を消した上で食用とする。水質の良い水域のものや外洋の回遊個体は臭みが少なく、特に冬に脂瞼の回りに脂肪が付き白濁した状態になる「寒ボラ」は美味とされる。身は歯ごたえのある白身で、血合肉が鮮やかな赤色をしている。刺身、洗い、味噌汁、唐揚げなど様々な料理で食べられる。臭みを消すには酢味噌や柚子胡椒が用いられる。
身だけではなく、厚い筋肉が発達した幽門も「ボラのへそ」「そろばん玉」などと呼ばれ、ニワトリの砂嚢（砂肝、スナズリ）を柔らかくしたような歯ごたえで珍重される。よく水洗いした上で塩焼きや味噌汁などで食べられる。1匹から1つしか取れないが、これだけで流通することもある。
メスの卵巣を塩漬けし乾燥させたものがカラスミで、冬季の回遊ルートにあたる西日本各地や台湾、地中海沿岸など世界各地で作られている。ギリシア料理ではボラの卵をタラモサラタに用いる。よって卵巣を利用する地域では特に大きなメスが珍重される。

## 故事
日本書紀の別伝に彦火火出見尊（山幸彦）の針を口に入れていたのはこの魚（イナ）で、それで海神がこの魚に餌を食うことと天孫のご膳に加わることを禁じた、とある。